# 修學旅行列車
修學旅行列車（日语：／）是在1949年（昭和24年）左右開始設置，專為接載修學旅行客而開設的團體專用列車之統稱。

## 概要

### 明治 - 昭和初期
最早被稱為「第一次修學旅行」的學校活動是在1886年（明治19年）2月，當時東京高等師範学校（現在的筑波大学）舉行了為期11日的「長途遠足」，步行來往東京至千葉縣銚子之間。
「修學旅行」這個名稱首次在《東京茗溪會雜誌》第47號(1886年12月) 刊登的「高等師範學校生徒第二次修學旅行概況」報告書中提及。在東京師範學校改稱並改變為高等師範學校後的1886年8〜9月，該校的男學生前往下野地方旅行，這次的旅行被稱為「第二次」，因此2月的長途遠足被定為第一次。
在1888年（明治21年）8月公布的「尋常師範學校設備準則」中，文部省首次為「修學旅行」定下正式官方名稱與舉行準則，以長途遠足作為修學旅行的類別開始普及，並首先主要於府縣的尋常師範學校舉行。
後來日本舊制的中等學校、高等女學校等學校，於昭和時代起，舊制高等小學校也開始允許舉行設有連夜住宿的修學旅行。在1943年（昭和18年），由於戰局惡化而被禁止舉行修學旅行活動，而同時把這個活動變為前往伊勢神宮、橿原神宮、嚴島神社和金刀比羅宮進行「國家神道教育」，當時師生們都會使用鐵路前往這些神社，因此當較多師生乘坐時，列車會增加車廂數目。

### 第二次世界大戰後
在1948年（昭和23年）8月20日，日本國有鐵道向學生團體推出了「學生5折，率領的教職員2折」的優惠，變相使修學旅行復活。在1950年代正式重新舉行修學旅行。在戰前同樣，當許多師生乘坐列車進行修學旅行時，列車會增加車廂數目。當時新增的車廂是原本於周未行走於東京至伊豆之間的溫泉觀光準急列車「出湯」、「休憩」，在周末以外日子被用作連結其他列車，並讓師生座坐。在1949年（昭和24年），通過日本Tourist（後來為近畿日本Tourist）的協調下，開設了前往日光、京都和大阪方向的「修學旅行專用列車」。
後來在1950年（昭和25年），「修學旅行集約運送臨時列車」為名的列車登場。當時這些列車行走於較多需求的路段（例如東京至京都、大阪之間），並且有獨自的時段行走。這樣相比從前為每一間學校而安排專用的列車班次，由鐵路公司制定固定的班次會更容易安排和節省時間。
這些「修學旅行列車」不單只行走長距離班次，在秋季也設有中短距離的學童專用臨時電動列車班次，從上野站、新宿站、川崎站等總站來往長瀞、奧多摩、河口湖、相模湖方向。在1958年9月25日至11月6日之間，曾經開設了496班相關班次。
在1958年（昭和33年）8月，文部省宣布遠足、修學旅行正式納入課程之中，成為了一個必須舉行的學校活動。因此產生了製造修學旅行列車專用車輛的需求。在翌年1959年（昭和34年），首架專用電動列車155系登場，在4月20日起開始行走「日之出」和「希望」。後來，日本國有鐵道繼續引進159系、167系和KiHa58系800番台等修學旅行專用車輛，而大手私鐵之一的近畿日本鐵道（近鐵）也於1962年（昭和37年）引入修學旅行專用的車輛20100系「青空」，該20100系的所有車廂都是雙層設計。而東武鐵道雖然沒有專為修學旅行引入專用車輛，但是也開設了行走於淺草至日光之間等路線的修學旅行臨時列車，這些班次會使用5700系或6000系行走（列車班次名稱為「旅程」等）。

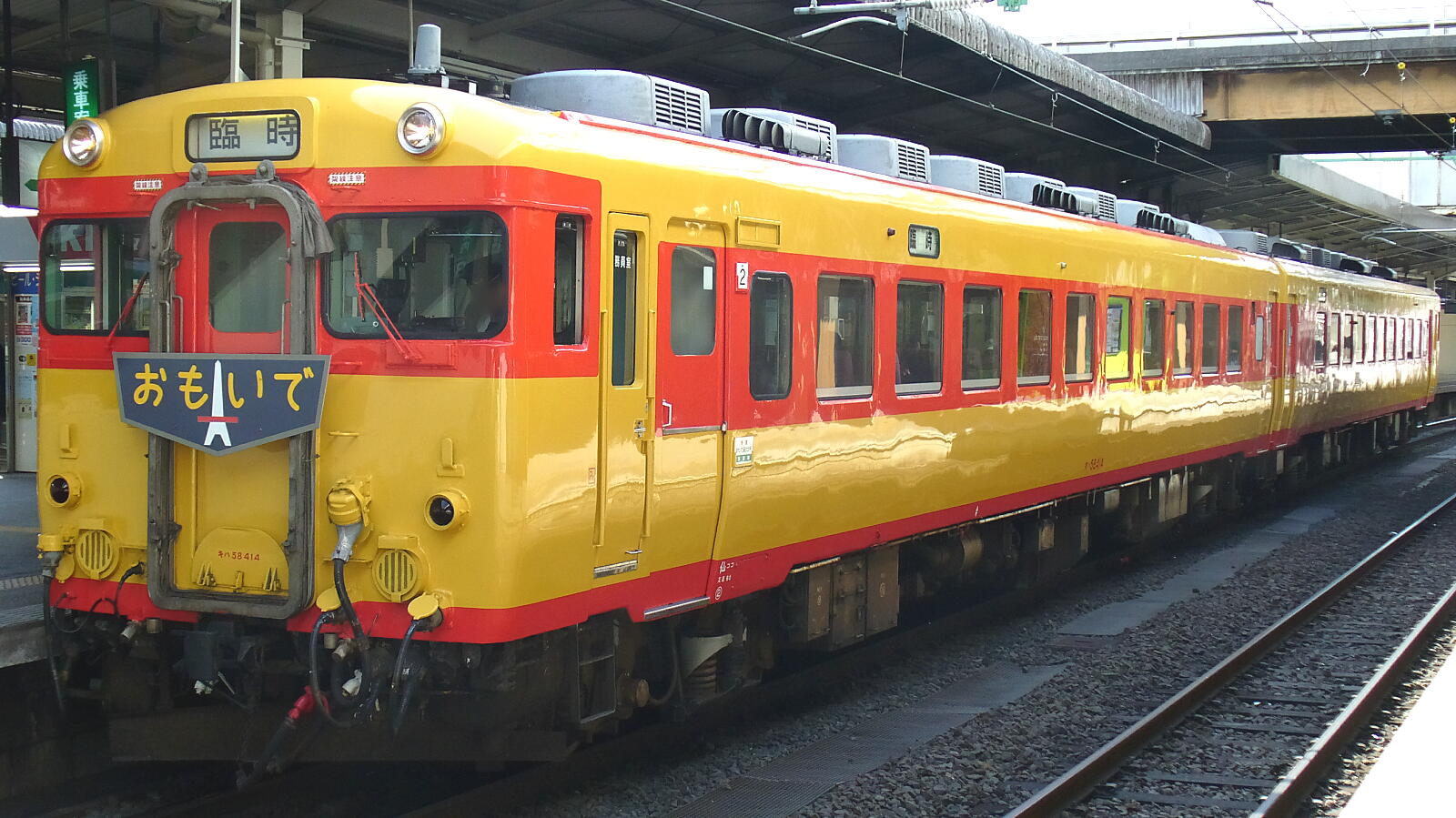
「修學旅行色」是使用黄1号和朱色3號（日语：朱色3号）。（圖中的列車是復古塗裝）
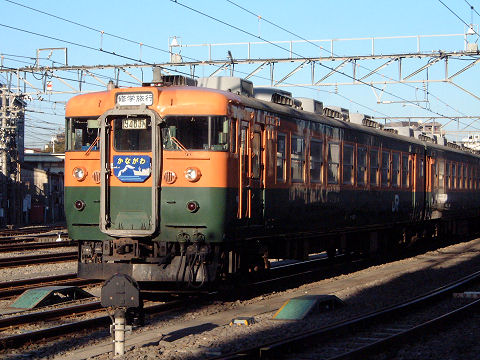
在南武線行走中的167系修學旅行列車
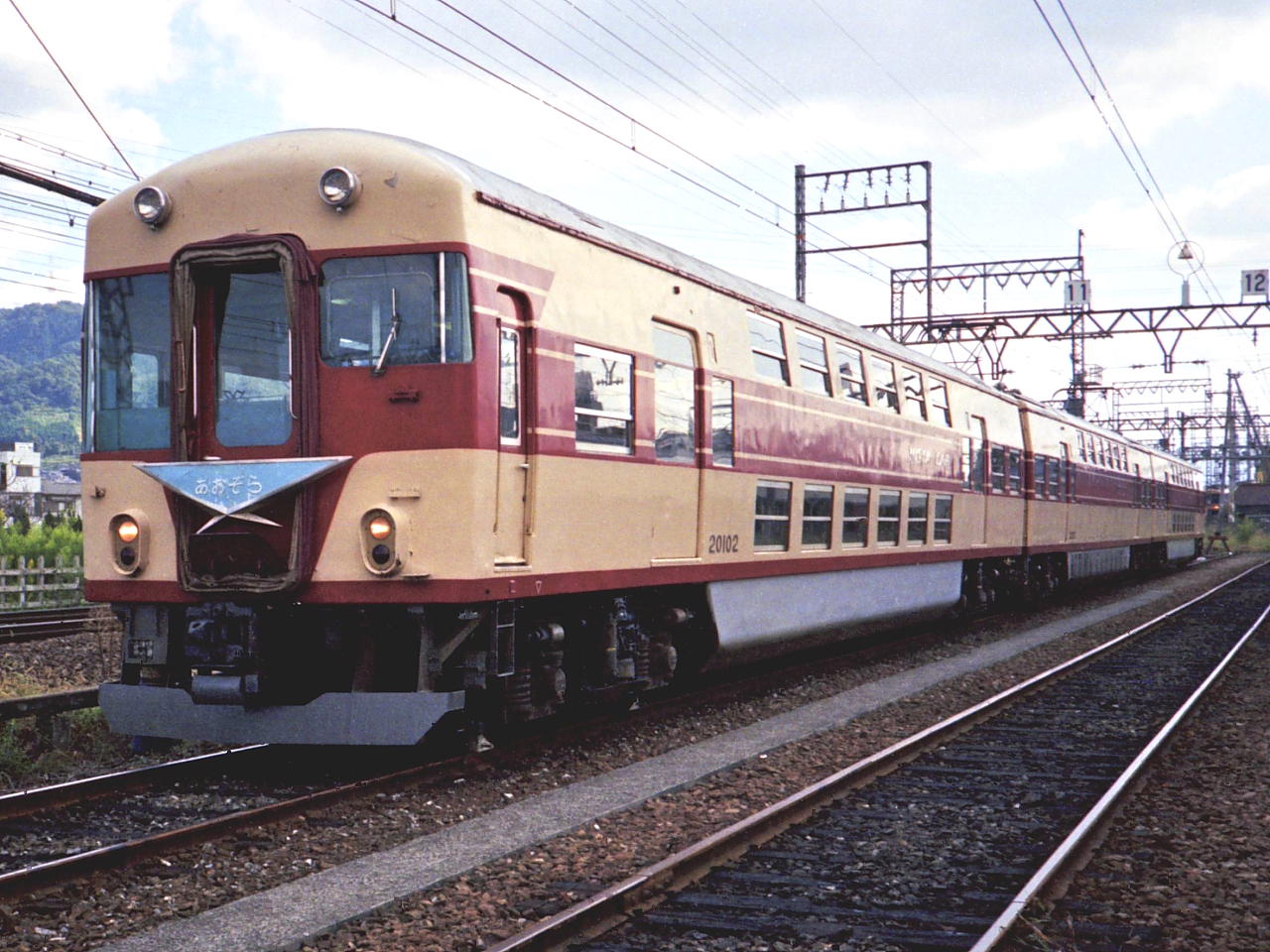
近鐵20100系電動列車「青空」
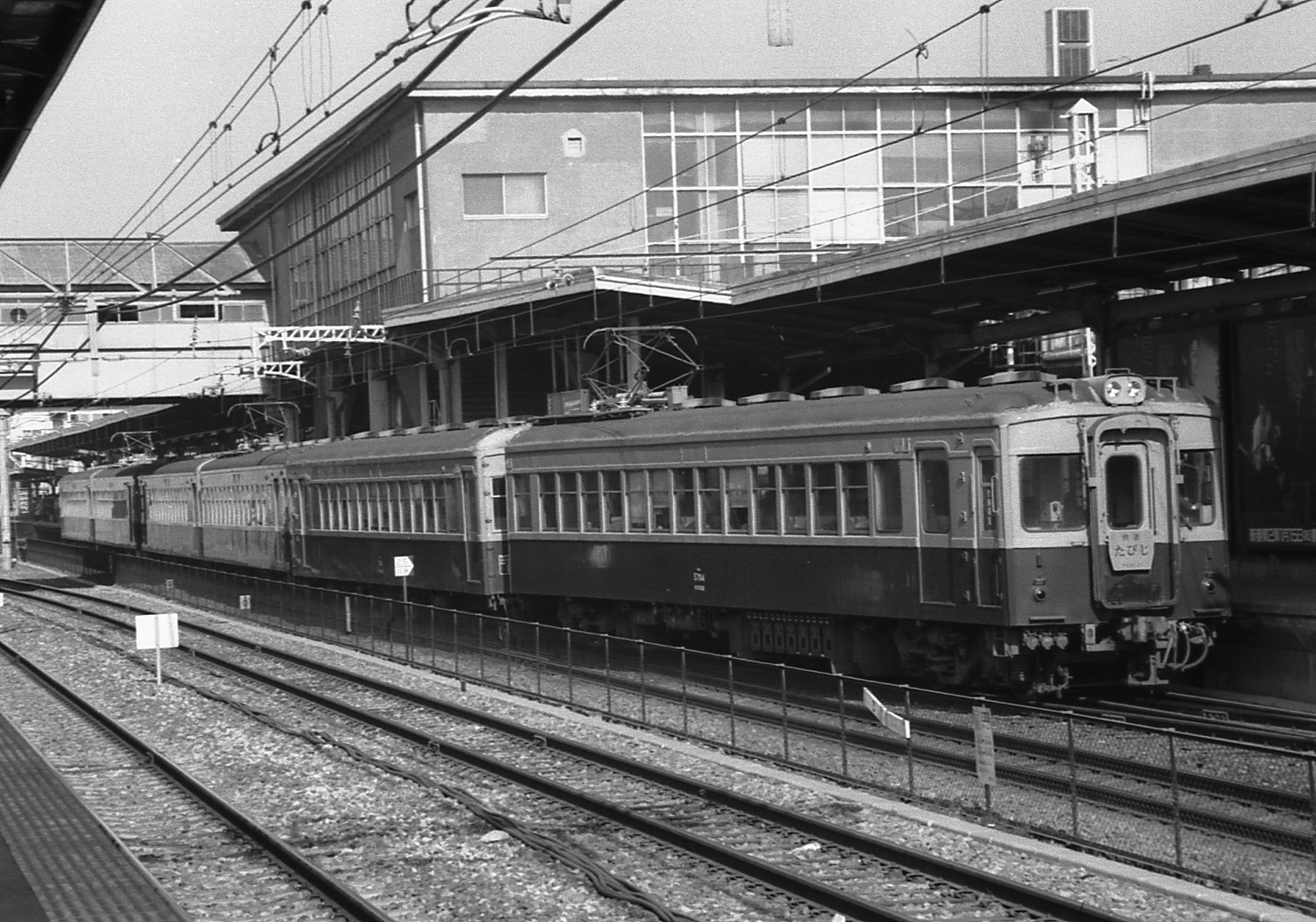
東武5700系「旅程」

### 昭和後期、平成、令和以後
在1970年（昭和45年），修學旅行開始使用新幹線作為主要的鐵路媒介，因此使用在來線的「集約臨」的班次急劇下降，在1975年（昭和50年）幾乎消滅。團體列車方面，由於少子化、有巴士及飛機等有較多交通工具可供選擇、加上修學旅行目的地可選擇は沖繩甚或海外目的地，以導致修學旅行列車需求下降。
例如，連接首都圈與北海道之間的列車服務方面，自從在1988年津輕海峽線開通起，開設了使用24系客車行走修學旅行團體列車，該班次的時間表是使用「榆木」的時段。後來，由於國立高校或公立高校開始改乘飛機，私立高校的修學旅行目的地為海外，因此修學旅行團體列車的營運日數開始減少。最後在2006年10月取消。
現時由JR營運的修學旅行團體列車中，每年還有臨時修學旅行列車行走，行走區間包括千葉縣千葉市至信州長野之間（途經外房線、內房線、總武本線、中央本線等）、神奈川縣至栃木縣之間（途經東海道本線、南武線及日光線等），另外也有新幹線的修學旅行團體列車。
在關西方面，自從在2009年3月阪神難波線開通起，曾經研究開設直通列車連接姬路至伊勢志摩之間，但是至今，還未有開設任何相關列車班次（包括修學旅行團體列車）。
在2011年3月時間表修正中，隨著特急「濱風」由KiHa181系改用KiHa189系，連接姬路至奈良、伊勢方向的修學旅行列車也廢除，於姬路市內學校的修學旅行運輸方式改為巴士。在改用巴士後，考慮到部分學生可能暈車與身體狀況，在2017年度起，修學旅行的目的地縮短至前往京都和奈良。
在近鐵方面，隨著第一代「青空」20100系老化，在1989年（平成元年）把18200系改裝為團體列車，共有10卡車廂改裝為「青空II」。由於該車輛本身只於京都線和橿原線系統專用，受到上述路線原本的車輛斷面界限限制，因此整體車身比較狹窄，載客量比同類車款少，加上由於該車輛也開始老化，因此在2006年（平成18年）1月結束使用。同年4月前，把所有車輛陸續拆毀。在2005年（平成17年）12月起，近鐵把12200系改裝為15200系「新青空II」，並且開始用作行走修學旅行列車。
另外，「青空II」和「新青空II」除了接載修學旅行乘客後，也會用作行走包車班次。而行走修學旅行班次時，由於車輛數目不足（特別是春季和秋季，修學旅行乘客與一般團體客於同一時期需要乘坐列車時），單以「青空II」和「新青空II」是不足以應付客量，因此近鐵會使用急行型車輛5200系、L/C車的5800系與21系統的5820系這些車輛行走修學旅行列車。在一些情況下，近鐵也會使用一般特急車輛或配備長椅的一般車輛（單獨使用長椅的一般車輛或與5200系或L/C車連結行走）行走修學旅行列車。

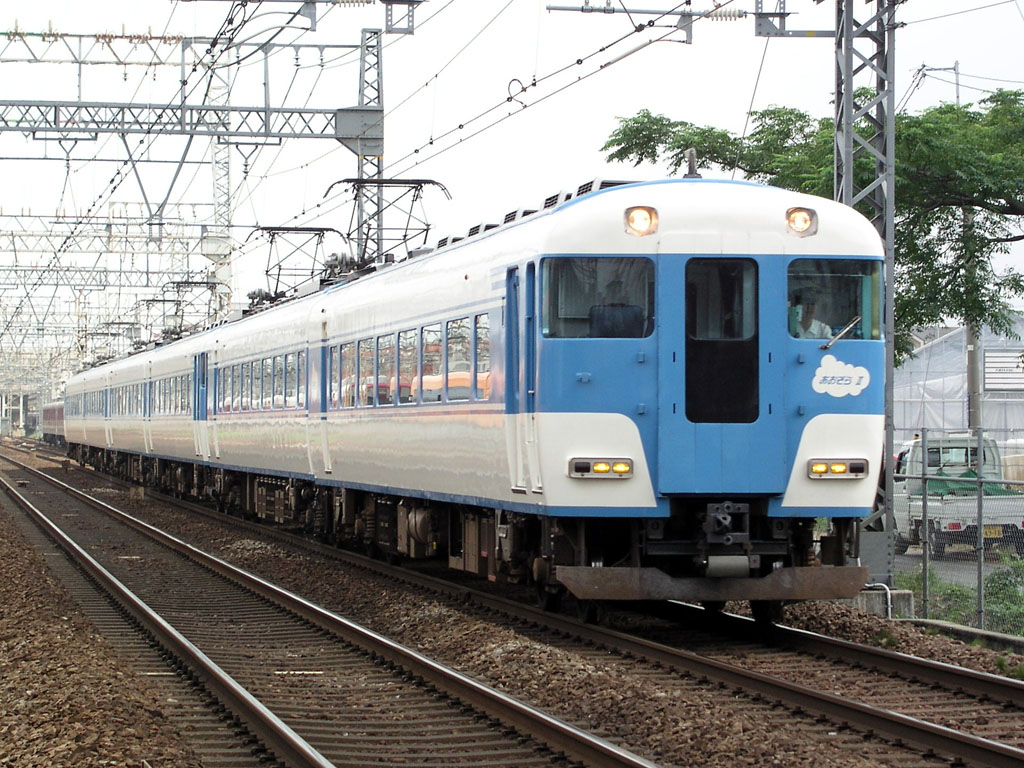
近鐵15200系電動列車「新青空II」
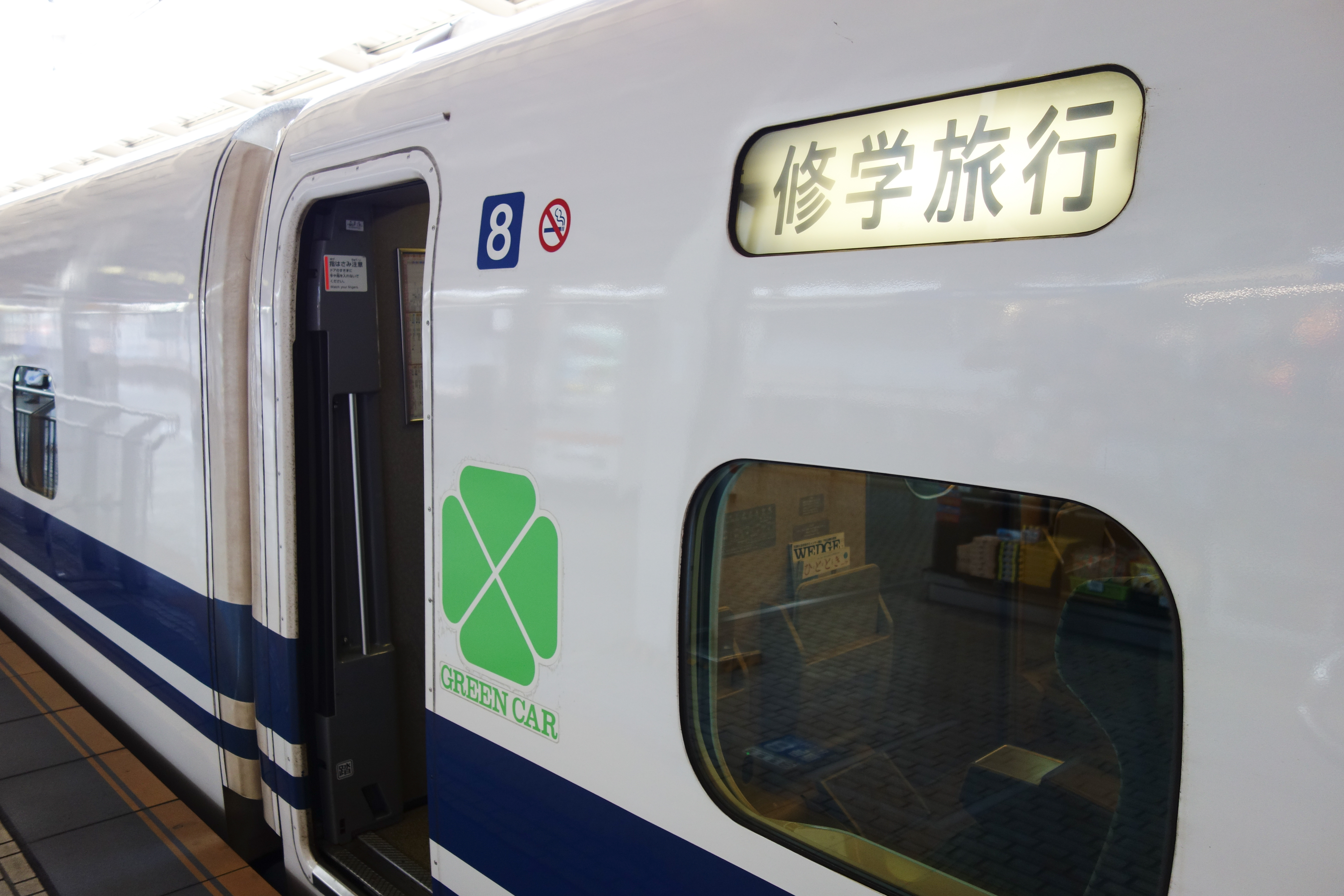
新幹線的修學旅行列車

## 國鐵「集約臨」的歷史
- 1950年（昭和25年） 在日本Tourist協辦下開設修學旅行專用列車，後來漸漸地把列車的時間和車輛固定化後，成為了「修學旅行集約輸送臨時列車」。另外，這一節中城山三郎編著的（集英社文庫）有詳細的描述。
- 1958年（昭和33年）6月1至29日 使用「湘南電車」80系電動列車行走於品川至京都之間的「集約臨」班次。下行於品川在早上8時40分出發，到達京都的時間是下午3時40分。上行於京都在晚上7時50分出發，到達品川的時間是翌日早上5時20分。當時上行列車速度大約是夜行急行列車。而下行的列車速度相當於當時特急列車「燕」和「鳩」。這個紀錄成為了後來誕生155系電動列車的契機。
- 1959年（昭和34年）4月20日 新製造的日本首架修學旅行專用電動列車155系電動列車登場。當時開設了行走於品川[注 6]至京都[注 7]之間的關東地區用修學旅行列車「日之出」，以及行走於品川至京都/大阪/神戶之間的關西地區用修學旅行列車「希望」，這兩個班次都是「集約臨」。另外，「日之出」的下行班次為日間行走，上行班次為夜間行走，「希望」的下行班次是夜間行走，上行班次是日間行走[注 8]。另外，修學旅行列車的時間表會與行李列車一樣，都會在市面上的時間表記載。
- 1960年（昭和35年）
  - 4月20日 開設行走於品川至大垣之間的中京地區用修學旅行列車「駒鳥」。並且開始使用153系（日语：国鉄153系電車）急行形電動列車（日语：急行形車両）[注 9]。由於「駒鳥」的行走距離較短，因此上下行都是日間行走的列車。在沒有「駒鳥」的班次時期，該列車與在相同時段行走臨時準急列車「長良」。
  - 6月 由於有意見認為「由於是前往東京修學旅行，因此回程時應該是從東京站回程」，因此下行「希望」的出發車站改為東京。
- 1961年（昭和36年）3月 「駒鳥」專用的159系電動列車登場，取代了153系。另外，159系電動列車同時行走來往東海地方至關西地方/山陽地方之間的修學旅行列車「若湯」。
- 1962年（昭和37年）4月9日 在非電氣化區間行走的修學旅行專用車輛KiHa58系800番台柴油列車登場[注 10]。當日起，開設行走於東北地區[注 11]至上野之間的「回憶」。
- 1963年（昭和38年）4月10日 使用KiHa58系800番台行走連接北九州地區（日语：北九州地区）至京都之間的修學旅行列車「飛梅」[注 12]」。另外，為了方便兵庫縣中部地區的乘客，「希望」改於明石到發。
- 1965年（昭和40年）10月1日 為了舒暢「日之出」和「希望」的擁擠情況，關東地區用修學旅行專用列車加開「若草」，行走於品川至京都之間[注 13]，關西地區用修學旅行專用列車加開「若葉」，行走於東京（下行）/品川（上行）至明石之間，各有1個往返班次
- 1966年（昭和41年）4月9日 開設使用165系急行形電動列車改裝為修學旅行專用款式167系電動列車，行走於東京至下關之間的「若草」和「若人」。在此以前，修學旅行列車都是普通列車，而「若人」由於行走長距離，加上會通宵行走，因此該列車為急行列車。「若人」主要讓山陽地方的高校生前往東京修學旅行時乘坐，但由於忽略了前往關西地方的需要，因此開設了行走於下關至京都之間的中學生專用修學旅行列車「友情」，以及行走於下關至廣島之間的小學生專用修學旅行列車「好朋友」。上述3架列車非行走時期，「若人」號列車與在相同時段行走臨時急行列車「長州」，也可能會在相同時段開設只行走部分區間的「山陽51號」（岡山至下關）和「若人」[注 14]（廣島至下關）[6]。在部分年度的回鄉季節，只於指定運輸日開設全車指定席的勤勞青少年回鄉列車（列車類別為急行）「若人長州」[注 15]。
- 1966年（昭和41年）11月　開設連接中部地區與廣島、山口方向的修學旅行列車「若湯」，行走於豐橋至下關之間。使用田町區的167系電動列車行走。在1967年秋季起改用159系電動列車。
- 1967年（昭和42年）10月1日 「日之出」、「希望」、「若草」和「若葉」升級為急行列車。
- 1970年（昭和45年）3月16日 首次設有東海道新幹線的修學旅行列車。
- 1971年（昭和46年）
  - 3月1日 由於新幹線於上一年已經開設「集約臨」，而新幹線的特急費用也適用於「學生5折，率領教職員8折」的優惠。因此自1972年（昭和47年）春季起，開始陸續加開新幹線修學旅行列車班次。
  - 10月16日 當日起，從大阪出發的「希望」被廢除。累計運載了約180萬人。
  - 10月26日 當日起，從品川出發的「日之出」被廢除。累計運載了約240萬人。
- 1973年（昭和48年）
  - 4月 「回憶」被廢除[注 16]。隨後，修學旅行團體可以使用定期特急列車或使用臨時列車來往東北地區。在廢除前一刻，共開出了879個往返班次（以東京出發計算），累計運載了約53.5萬人使用。
  - 6月23日 「若草」、「若葉」變為臨時列車。
  - 10月1日 「駒鳥」變為臨時列車。在當日前，累計運載了約152萬人。
- 1974年（昭和49年）4月21日 隨著當日進行紀念活動，「飛梅」也於當日被廢除。從關西乘車的使用人次累計約22.4萬人，九州內乘車的使用人次累計約14.7萬人，總數約37.1萬人乘坐「飛梅」。
- 1975年（昭和50年）3月10日 隨著山陽新幹線全線開通。「若人」、「友情」、「好朋友」被廢除。於市面上時間表記載的修學旅行列車全部被消滅。
  - 「駒鳥」繼續成為臨時列車。在1975年以後，使用車輛由159系變為153系或165系。在1994年春季後也被消滅[8][9][注 17]。「駒鳥」還存在的原因是由於大垣至尾張一宮、大府至岡崎各站附近的中學生不便使用新幹線，因此還存在於在來線行走的修學旅行列車。自從東海道新幹線三河安城啟用後，西三河地區的中學生開始使用新幹線作為修學旅行的交通媒介，使「駒鳥」在平成初期被消滅。另外，於1970年代後期，當東海道新幹線上午暫停服務[注 18]時，會使用上行「駒鳥」的時段開設臨時急行列車「東海」。

## 修學旅行專用車輛

### 概要
為了修學旅行專用列車而製造的車輛中，由於對象為學生，加上列車上下車的機會較少，因此車輛較多地方使用特別的構造。但是在淡季時，這些車輛也可能會行走一般班次。

### 日本國鐵
國鐵修學旅行用車輛的車身會塗上黃1號和朱色3號。但是，由於修學旅行列車的使用頻度開始下降，因此後來的車身顏色與一般列車沒有差別。
- 155系（日语：国鉄155系・159系電車#155系）
- 159系（日语：国鉄155系・159系電車#159系）
- 167系
- KiHa28、58形（800番台）（日语：国鉄キハ58系気動車#800番台車（修学旅行用））

### 近鐵
在近年，修學旅行列車多數使用一般車輛、橫置座位車輛5200系、L/C車或一般特急車輛。但是近鐵曾設有修學旅行客專用車輛：
- 20100系「青空號」（日语：近鉄20100系電車）
- 18200系「青空II」（日语：近鉄18200系電車）
- 18400系「青空II」（日语：近鉄18400系電車）
- 15200系「新青空II」（日语：近鉄15200系電車） - 車輛已多次被更換。
  - 該列車原本不是為修學旅行而製造，而是把近鐵特急的一般特急車輛改裝而成，同時該車輛也會行走其他團體客的包車班次。

## 注腳